# Кисец
Кисец — река в Томской области России. Устье реки находится в 223 км по левому берегу реки Сангилька. Длина реки составляет 44 км. Приток — Ямалка.

## Данные водного реестра
По данным государственного водного реестра России относится к Верхнеобскому бассейновому округу, водохозяйственный участок реки — Обь от впадения реки Васюган до впадения реки Вах, речной подбассейн реки — Васюган. Речной бассейн реки — (Верхняя) Обь до впадения Иртыша.